# Acridotarsa melipecta
Acridotarsa melipecta is een vlinder van de familie van de echte motten (Tineidae). De wetenschappelijke naam van deze soort is voor het eerst voorgesteld als Paraclystis melipecta door Edward Meyrick in een publicatie uit 1915.

## Verspreiding
De soort komt voor in het Afrotropisch gebied waaronder Ivoorkust, Nigeria, Centraal Afrikaanse Republiek, Congo-Kinshasa, Oeganda, Kenia, Tanzania, Zambia, Malawi, Mozambique, Zimbabwe en Zuid-Afrika.

## Biologie
De rupsen leven in nesten van Schedorhinotermes lamanianus en Schedorhinotermes putorius (Isoptera).